# موش سنگی قرمز
موش سنگی قرمز (نام علمی: Aethomys chrysophilus) نام یک گونه از تیره موشان است.